# Michael Lutton

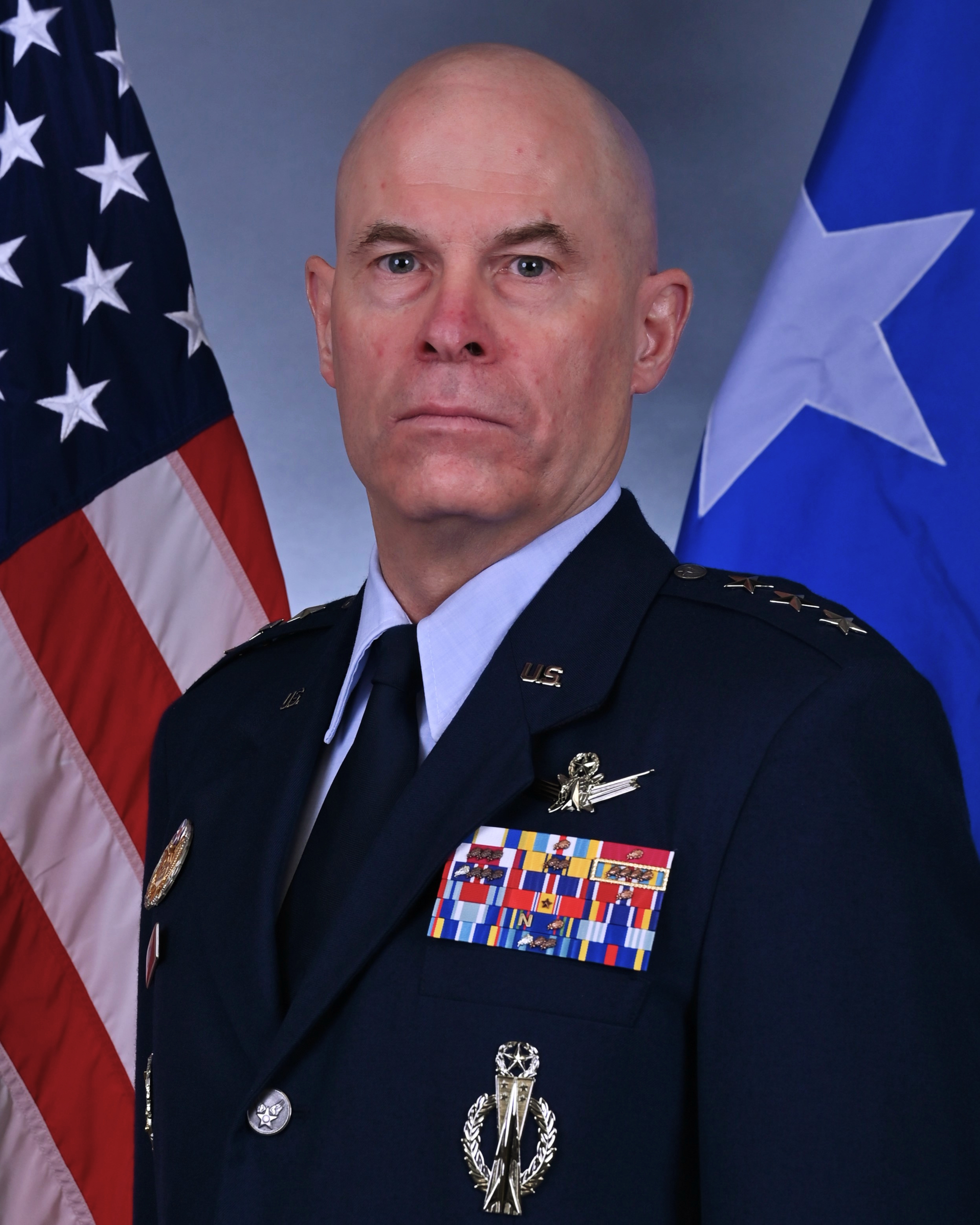
Michael J. Lutton (2024)

Michael J. Lutton (* um 1968) ist ein Generalleutnant der United States Air Force. Er war unter anderem Kommandeur der 20. Luftflotte.
Über das ROTC-Programm gelangte er im Jahr 1990 in das Offizierskorps des United States Air Force. Dort durchlief er anschließend alle Offiziersränge vom Leutnant bis zum Drei-Sterne-General.
Im Lauf seiner militärischen Karriere absolvierte er verschiedene Kurse und Schulungen. Dazu gehörten unter anderem eine Ausbildung zum Raketenoffizier; die Squadron Officer School auf der Maxwell Air Force Base in Alabama; die United States Air Force Weapons School auf der Nellis Air Force Base in Nevada; der Joint Doctrine Air Campaign Planners Course auf der Maxwell AFB; der Joint Special Operations Planners Course auf dem Hurlburt Field; das Air Command and Staff College und die Air University, beide wieder auf der Maxwell AFB, und das Naval War College in Newport in Rhode Island sowie das Advanced Senior Leader Development Seminar in Warrenton in Virginia. Außerdem erhielt er akademische Grade von der Kent State University, der University of Tennessee und der University of North Carolina.
In seinen frühen Jahren als Offizier der Luftwaffe war er an verschiedenen Stützpunkten in den Vereinigten Staaten stationiert. Dabei war er als Raketenoffizier, Ausbilder oder Stabsoffizier bei unterschiedlichen Einheiten tätig. Dazwischen absolvierte er die erwähnten Schulungen. Als Stabsoffizier war er unter anderem im Hauptquartier der Air Force tätig. Zwischen Juli 1998 und Juni 2000 war er auf der Ramstein Air Base in Deutschland stationiert. Dort war er Stabsoffizier bei der 32nd Air Operations Group.
Im Juni 2007 wurde Lutton als Oberstleutnant auf die Nellis Air Force Base in Nevada versetzt, wo er bis zum Juni 2009 die 328. Schwadron (328th Weapons Squadron) kommandierte. Nach seinem anschließenden Studium am Naval War College erhielt er im Juli 2010 auf der Vandenberg Air Force Base in Kalifornien das Kommando über die 381st Training Group, das er bis zum Juni 2012 innehatte.
Sein nächster Auftrag führte Michael Lutton zur Offutt Air Force Base in Nebraska, wo er zwischen Juni 2012 und Juni 2014 der Stabsabteilung J9 des United States Strategic Commands angehörte. Anschließend kommandierte er bis zum Juni 2016 auf der Minot Air Force Base in North Dakota das 91. Raketengeschwader (91st Missile Wing). Es folgte eine Versetzung zur National Nuclear Security Administration die zum Energieministerium der Vereinigten Staaten gehört. Bis zum Juli 2018 war er dort als Principal Assistant Deputy Administrator for Military Applications Vertreter des Militärs. Danach wurde er zum Stab der Joint Chiefs of Staff versetzt. Dort gehörte er zwischen Juli 2018 und Juni 2020 der Abteilung für nukleare Verteidigungsoperationen (Deputy Director for Nuclear and Homeland Defense Operations) an.
Am 8. Juli 2020 übernahm Michael Lutton als Nachfolger von Ferdinand Stoss auf der Francis E. Warren Air Force Base in Wyoming das Kommando über die 20. Luftflotte. Diese Aufgabe nahm er bis zum 5. Januar 2024 wahr, als Stacy Jo Huser seine Nachfolge antrat. Nach dem Ende dieser Mission wurde er auf die Barksdale Air Force Base in Louisiana versetzt, wo er das Amt des stellvertretenden Kommandeurs des Air Force Global Strike Command erhielt. Diese Aufgabe hat er bis heute (Februar 2025) inne.

## Daten der Beförderungen
| Abzeichen | Rang               | Jahr               |
| --------- | ------------------ | ------------------ |
|           | Second Lieutenant  | 26. September 1990 |
|           | First Lieutenant   | 26. September 1992 |
|           | Captain            | 26. September 1994 |
|           | Major              | 1. November 2001   |
|           | Lieutenant Colonel | 1. September 2006  |
|           | Colonel            | 1. Oktober 2010    |
|           | Brigadier General  | 2. August 2016     |
|           | Major General      | 2. Oktober 2019    |
|           | Lieutenant General | 8. Januar 2024     |

## Orden und Auszeichnungen
Michael Lutton erhielt im Lauf seiner militärischen Laufbahn unter anderem folgende Auszeichnungen:
- Air Force Distinguished Service Medal
- Defense Superior Service Medal
- Legion of Merit
- Meritorious Service Medal
- Air Force Commendation Medal
- Joint Meritorious Unit Award
- Combat Readiness Medal